# Christian Gotthilf Hensler
Christian Gotthilf Hensler (* 9. März 1760 in Preetz; † 24. April 1812 in Halle (Saale)) war ein deutscher evangelisch-lutherischer Theologe und Hochschullehrer.

## Leben
Christian Gotthilf Hensler war der älteste Sohn von Philipp Gabriel Hensler und seiner Frau Christina Lucia, geb. Kramer. Er besuchte von 1774 bis 1777 das Christianeum in Altona. Anschließend studierte er Evangelische Theologie an der Universität Göttingen, vor allem bei Johann David Michaelis, als dessen Schüler er sich die Historisch-kritische Methode nach damaligem Kenntnisstand zu eigen machte. Nach Abschluss seines Studiums nahm er, wie damals üblich, die Stelle eines Hofmeisters an, und zwar bei der Familie des Grafen Reventlow (vermutlich Cay Friedrich von Reventlow) in Kopenhagen. An der Universität Kopenhagen erlangte er die Magisterwürde.
1784 wurde er Adjunkt der philosophischen Fakultät der Universität Kiel. 1786 erhielt er hier eine außerordentliche und 1789 eine ordentliche Professur der Theologie. Sein Gebiet war die gesamte Biblische Wissenschaft (Altes Testament und Neues Testament). Er galt hauptsächlich als guter Kenner des Alten Testamentes und veröffentlichte eine Reihe von Übersetzungen und Erklärungen alt- und neutestamentlicher Bücher. 1792 wurde er zum Doktor der Theologie promoviert.
1808 wurde er alternierendes Mitglied der Examinations-Collegien für das Theologische Examen in den Herzogtümern bei den Regierungen in Gottorf (für Schleswig) und Glückstadt (für Holstein).
Nachdem er sich 1805 in den Streitigkeiten um den durch den Kurator Fritz Graf Reventlow erzwungenen Rücktritt seines rationalistischen Kollegen Heinrich Müller mit einer Schrift unter dem Pseudonym Theophilus Irenäus auf dessen Seite gestellt hatte, legte er 1809 sein Amt nieder. Er zog zunächst nach Altenburg und dann nach Halle, wo er bis an sein Lebensende blieb.
Christian Gotthilf Hensler war zwei Mal verheiratet, zunächst mit Charlotte, geb. von Halem, in zweiter Ehe mit Christine Jacobine, geb. Thomsen. Seine Tochter Margarethe wurde die zweite Frau von Barthold Georg Niebuhr.
Von Hensler sind verschiedene Stammbucheinträge überliefert, so in den Stammbüchern von Christian Hieronymus Esmarch und Friedrich von Matthisson. Sein eigenes Stammbuch aus seiner Göttinger Zeit mit 120 Einträgen befindet sich heute in der Sammlung des Deutschen Historischen Museums.

## Werke
- Codicum Novi Testamenti graecorum qui Havniae in Bibliotheca regia adservantur notitia, adjecta lectionis varietate, auctore Christiano Gotthilf Hensler. Specimen primum. Horrebow, Kopenhagen 1784.
- Animadversiones In Quaedam Duodecim Prophetarum Minorum Loca Proponit Scholasque Suas Per Aestivum Studiorum Curriculum In Academia Kiloniensi. [S.l.] 1786.
- Jesaias. Bohn, Hamburg 1788.
- Sammlung einiger Predigten des verstorbenen Georg Ludewig Ahlemann, Königl. Dänischen Consistorialraths, Kirchenprobstes und Hauptpastors zu Altona. Eckstorff, Altona 1788 (Digitalisat, Staats- und Universitätsbibliothek Hamburg).
- Bemerkungen über Stellen in den Psalmen und in der Genesis. Bohn, Hamburg 1791 (Digitalisat, Universitäts- und Landesbibliothek Sachsen-Anhalt).
- Erläuterungen des 1. Buches Samuels und der Salomonischen Denksprüche. Bohn, Hamburg 1796.
- Der Brief des Apostels Jacobus übersetzt und für die der Grundsprache Unkundigen erläutert: Mit einem Anhange über die Abfassung deutscher Uebersetzungen des Neuen Testaments. Bachmann und Gundermann, Hamburg 1801.
- Die Wahrheit und Göttlichkeit der christlichen Religion in der Kürze dargestellt. Hamburg 1803.
- unter dem Pseudonym Theophilus Irenäus: Erinnerungen wider die Antwort auf das Sendschreiben eines Ungenannten an den Herrn Grafen v. Reventlow und wider die Schrift: An den Nachbar mit Rath u. s. w. Bohn, Lübeck 1805.
- Bemerkungen über Stellen in Jeremia’s Weissagungen. Leipzig 1805.
- Paulus Brief an die Galater und der erste Brief von Petrus. Crusius, Leipzig 1805.
- Der erste Brief des Apostels Petrus: übersetzt und mit einem Kommentar versehen. Seidel, Sulzbach 1813.